# 美嚢川

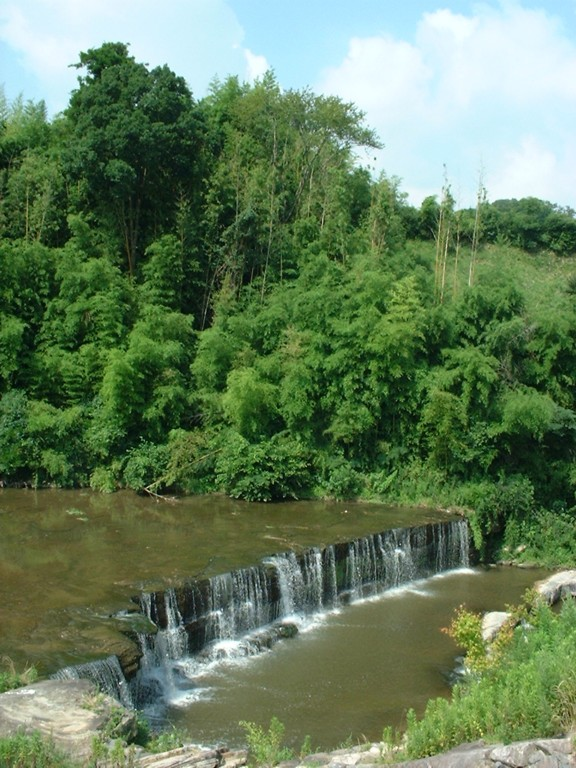
黒滝（兵庫県三木市、2004年7月撮影）

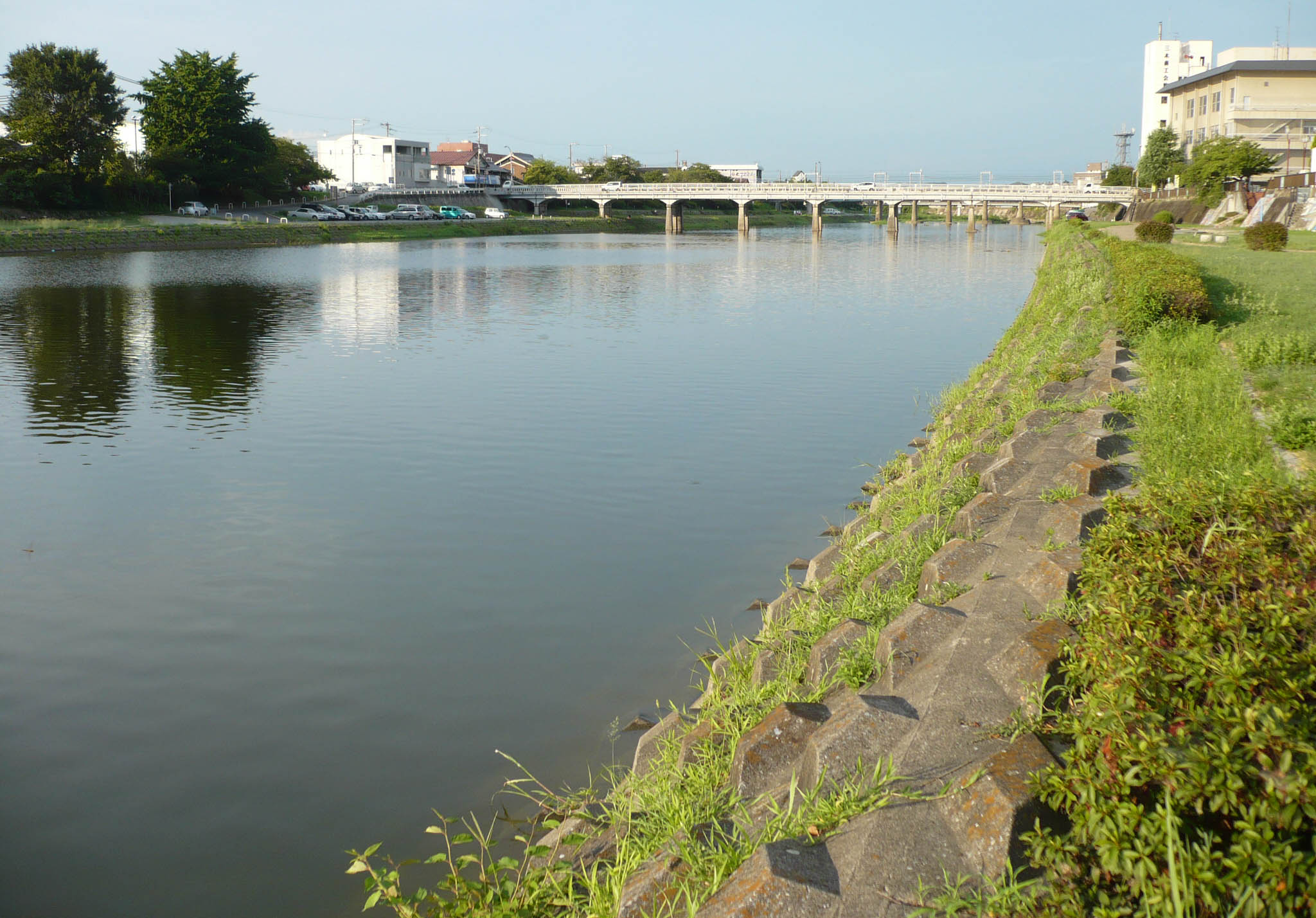
三木市街地にて（奥は城山橋）

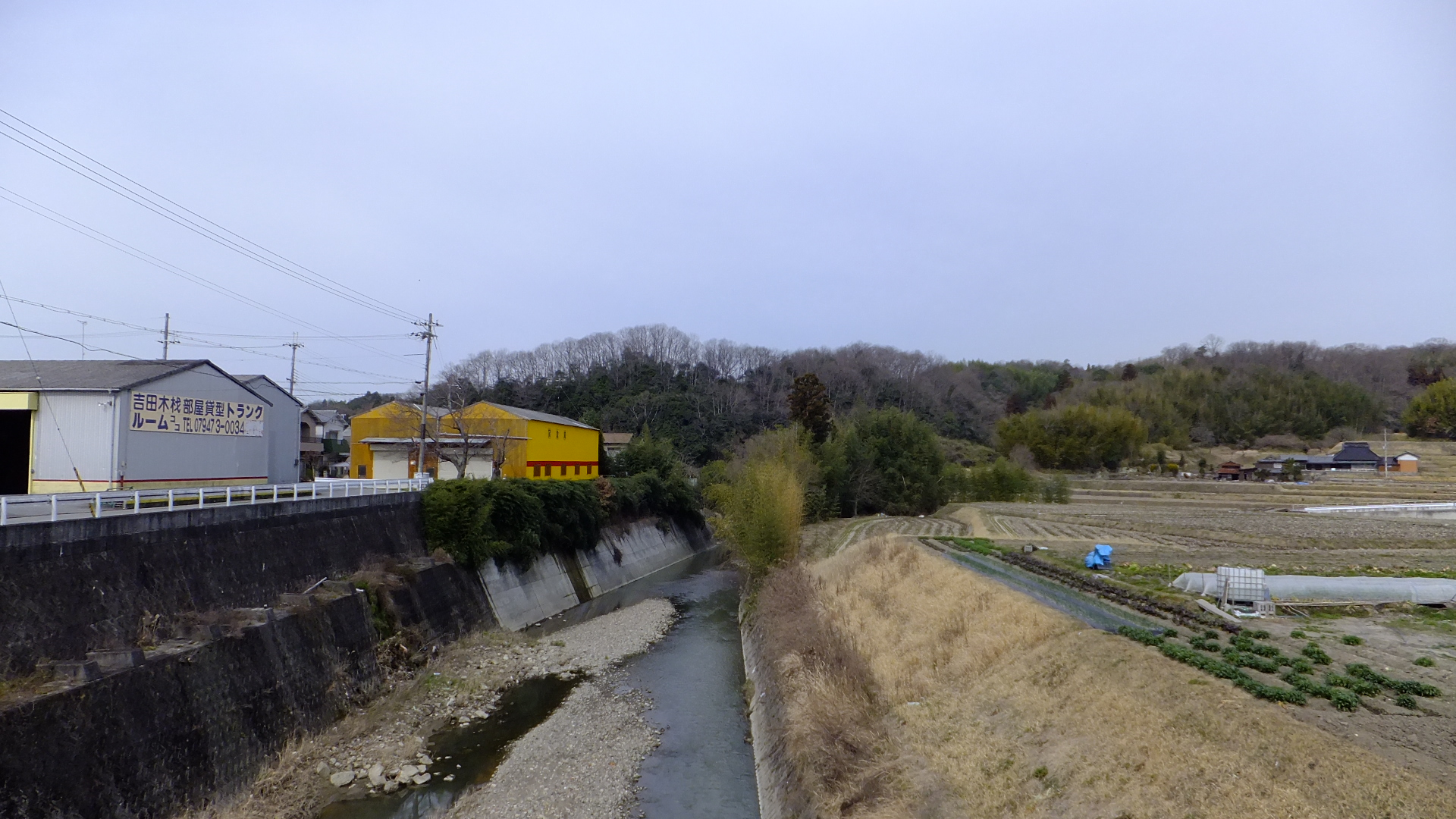
三木市吉川地区にて - 三木市吉川町古市

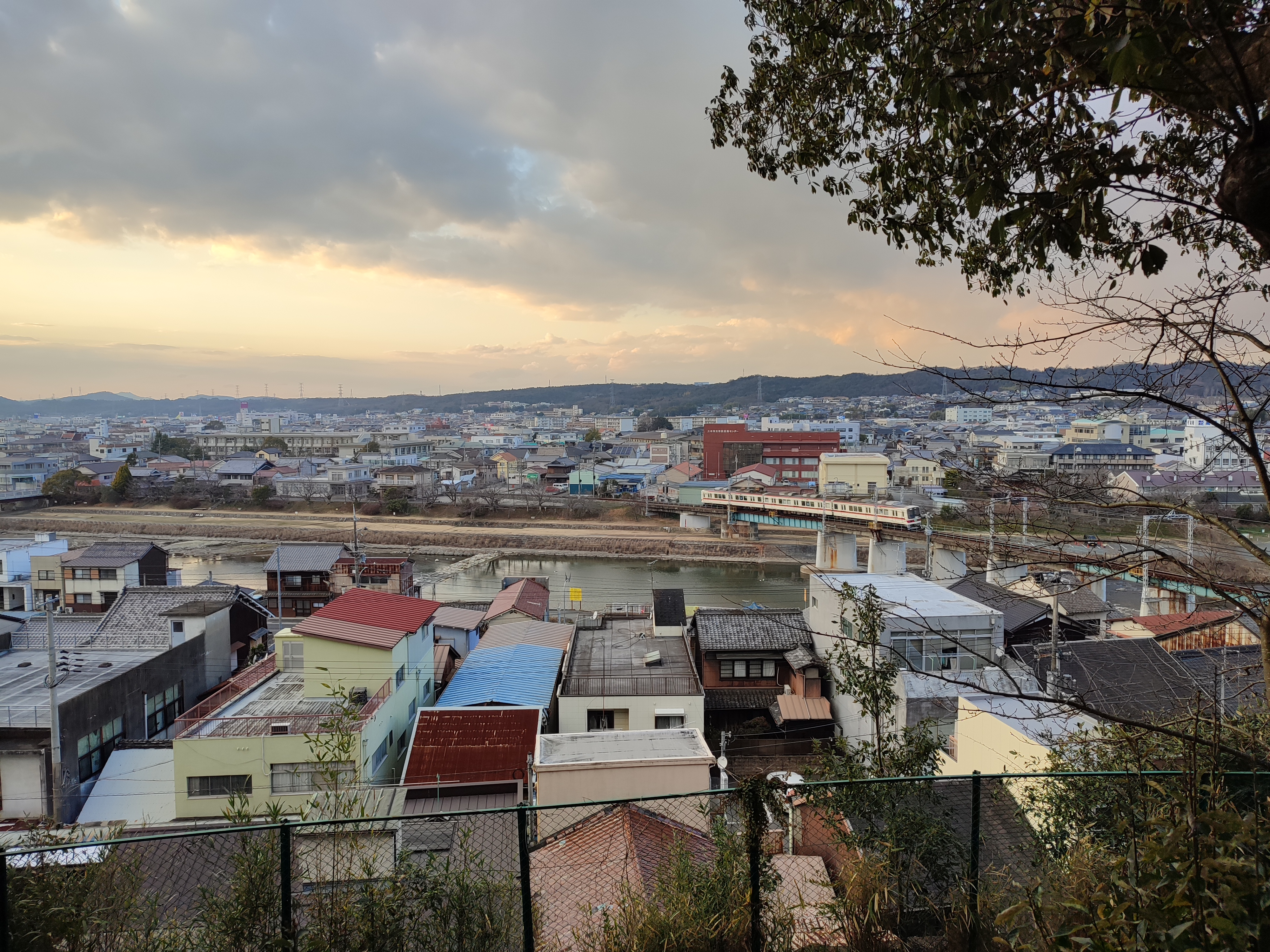
三木城跡で撮影。右は神戸電鉄粟生線。

美嚢川（みのうがわ）は、加古川水系の支流で兵庫県南東部を流れる一級河川。流域は山田錦など、酒米の産地である。

## 地理
神戸市北区大沢町（）の第三紀丘陵北麓に発し、三木市吉川町（）中心部までは北西流。周囲はゴルフ場が多い。北区と吉川町との境界付近から、中国自動車道および兵庫県道17号西脇三田線が並行する。
吉川町東部の金会（）にある黒滝は、高低差は4 mとさほど高くないものの、横幅30 mの一枚岩より川幅いっぱいに流れ落ちる。吉川町内では南東部からの吉川川、北部からの北谷川を併せ、西部からは三木市街まで南西流に転じる。並行道路も県道20号加古川三田線に変わる。
ほどなく「口吉川」と呼ばれる谷間となり、河道は蛇行を重ねながら谷間を下っていく。山陽自動車道をくぐって左手から志染川を合流させたあと、三木市街を南北に分ける。ここからは概ね西流となり、最後はやや北西に向いて三木市別所町下石野と三木市別所町正法寺の境界から加古川に注ぐ。かつては三木鉄道が下流部南岸を少し離れて並行していたが、2008年4月に廃止された。

## 流域の自治体
兵庫県
神戸市北区、三木市

## 環境
- 中流部には貴重な植物（例：環境省が準絶滅危惧にランク付けする[1]タコノアシ[2]）が群生する[3]一方、在来底生生物と在来魚類は種数が少なく、何らかの環境負荷がかかっているとみられる[4]。

## 主な橋梁
- 美嚢川橋
  - 片側1車線の車道を設置。県道18号加古川小野線の一部となっている。
- 別所橋（三木市）
  - 片側1車線の車道を設置。三木市道の一部となっている。
- 美嚢川大橋（三木市）
  - 長さ71.5 m、最大支間長23.45 mの3径間連続鈑桁橋。1999年に完成。国道175号・国道427号（三木バイパス）の一部となっている。
- 末広橋（三木市）
  - 3径間連続の橋梁。1956年6月20日に完成。片側1車線幅の車道および片側に歩道を設置（歩道は橋梁建設後に増設）。県道360号正法寺三木停車場線の一部となっている。
- 福有橋（三木市）
  - 片側1車線の車道および歩道を設置。県道23号三木宍粟線の一部となっている。
- 城山橋（三木市）
  - 片側1車線の車道を設置。三木市道の一部となっている。
- 美嚢川橋（三木市）
  - 神戸電鉄粟生線の鉄道橋
- 上津橋（三木市）
  - 片側1車線の車道および歩道を設置（歩道は橋梁建設後に増設）。三木市道の一部となっている。
- 久留美大橋
  - 片側1車線の車道および歩道を設置（歩道は橋梁建設後に増設）。三木市道の一部となっている。
- 長久橋
  - 片側1車線の車道および歩道を設置（歩道は橋梁建設後に増設）。県道20号加古川三田線の一部となっている。なお、長久橋下流の右岸には大勢至菩薩像があったが、河川の拡張工事に伴い、2022年（令和4年）9月に慈眼寺の境内に台座ごと移された[5]。
- 三木高架橋（三木市）
  - 山陽自動車道
- 平西橋（三木市）
- 細川橋（三木市）
  - 片側1車線の車道および歩道を設置。県道20号加古川三田線の一部となっている。
- 大柿大橋
- 豊金橋（三木市）
  - 片側1車線の車道および歩道を設置。県道20号加古川三田線・県道85号神戸加東線の一部となっている。
- 斯武橋
  - 片側1車線の車道を設置。県道144号西脇口吉川神戸線の一部となっている。
- 巫女ヶ瀬橋
  - 片側1車線の車道および歩道を設置（歩道は橋梁建設後に増設）。県道20号加古川三田線の一部となっている。
- 渡瀬橋（三木市）
  - 片側1車線の車道および歩道を設置。県道20号加古川三田線の一部となっている。
- 潮橋
  - 片側1車線の車道および歩道を設置。県道354号淡河吉川線の一部となっている。
- 吉川大橋
  - 片側1車線の車道および歩道を設置。国道428号の一部となっている。
- 八幡大橋（三木市）
  - 片側1車線の車道および歩道を設置。県道17号西脇三田線・県道20号加古川三田線の一部となっている。
- 若宮橋（三木市）
  - 片側1車線の車道および歩道を設置。県道17号西脇三田線・県道20号加古川三田線の一部となっている。
- 市野瀬橋（三木市）
  - 片側1車線の車道および歩道を設置。県道506号市野瀬有馬線の一部となっている。
- 日西原橋
  - 片側1車線の車道および歩道を設置。県道82号大沢西宮線の一部となっている。

## 流域の観光地
- 黒滝（三木市吉川町）
- リバーサイドパーク （三木市）
- 三木城（三木市）